# ¡Que te vote Txapote!
“¡Que te vote Txapote!” és un eslògan polític, d’origen popular que utilitza la dreta espanyola per criticar el PSOE i especialment la figura de Pedro Sánchez per haver pactat amb Bildu. Txapote (Francisco Javier García Gaztelu) és un membre de la banda terrorista ETA conegut per ser un dels assassins de Miguel Ángel Blanco.

## Antecedents polítics
Durant el segon govern de Pedro Sánchez des del 2020, Pedro Sánchez va començar a fer pactes amb EH Bildu aquestes decisions van ser un dels primers principals elements de crítica per part de PP i Vox al seu govern.

## Origen
No té cap origen exacte identificat, però la primera aparició d'aquest eslògan polític va ser el 3 de setembre de 2022 quan una persona desconeguda de Solidaritat (sindicat de Vox) va portar un cartell mentre Pedro Sánchez es trobava a Sevilla.
Dies després el vicepresident de Vox, Jorge Buxadé va utilitzar el terme com a nom d'una manifestació a Barcelona.
El seu zenit mediàtic es va assolir durant una emissió en directe a Cazalegas (Terol) el 25 de gener de 2023. Al programa de La 1 "Hablando Claro" que anaven a parlar de què l'ajuntament del municipi havia contractat una empresa privada per a imposar un radar de trànsit per a controlar les multes. Quan anaven a entrevistar al fotògraf vinculat a l'extrema dreta José María "Chema" De La Cierva va dir quan l'hi van apropar el micròfon: "Que te vote Txapote, Sánchez. Que te vote Txapote". Després, l'entrevistador va dir que no haurien de parlar d'aquest tema, ja que l'home s’estava sortint del paper, però ell va seguir amb "¡Los medios de comunicación al servicio del pueblo! ¡Que te vote Txapote, Sánchez! ¡Socialista, hijo de puta, genocida, que te den por culo Sánchez! ¡Socialistas, rojos de mierda, que os follen!" Després, la transmissió va tornar al plató amb la presentadora Lourdes Maldonado.
De La Cierva va gravar tot amb el seu mòbil i es va mostrar que després de finalitzar la transmissió llençava amenaces de mort a l'equip de RTVE amb missatges com "¡No te acerques que os mato!" o "¡Os mato a los dos a hostias!" i llençant improperis a l'equip com "chupasangres" i "manipuladors". Aquest vídeo es va tornar un fenomen d'internet, especialment a Twitter.

## Eslògan polític

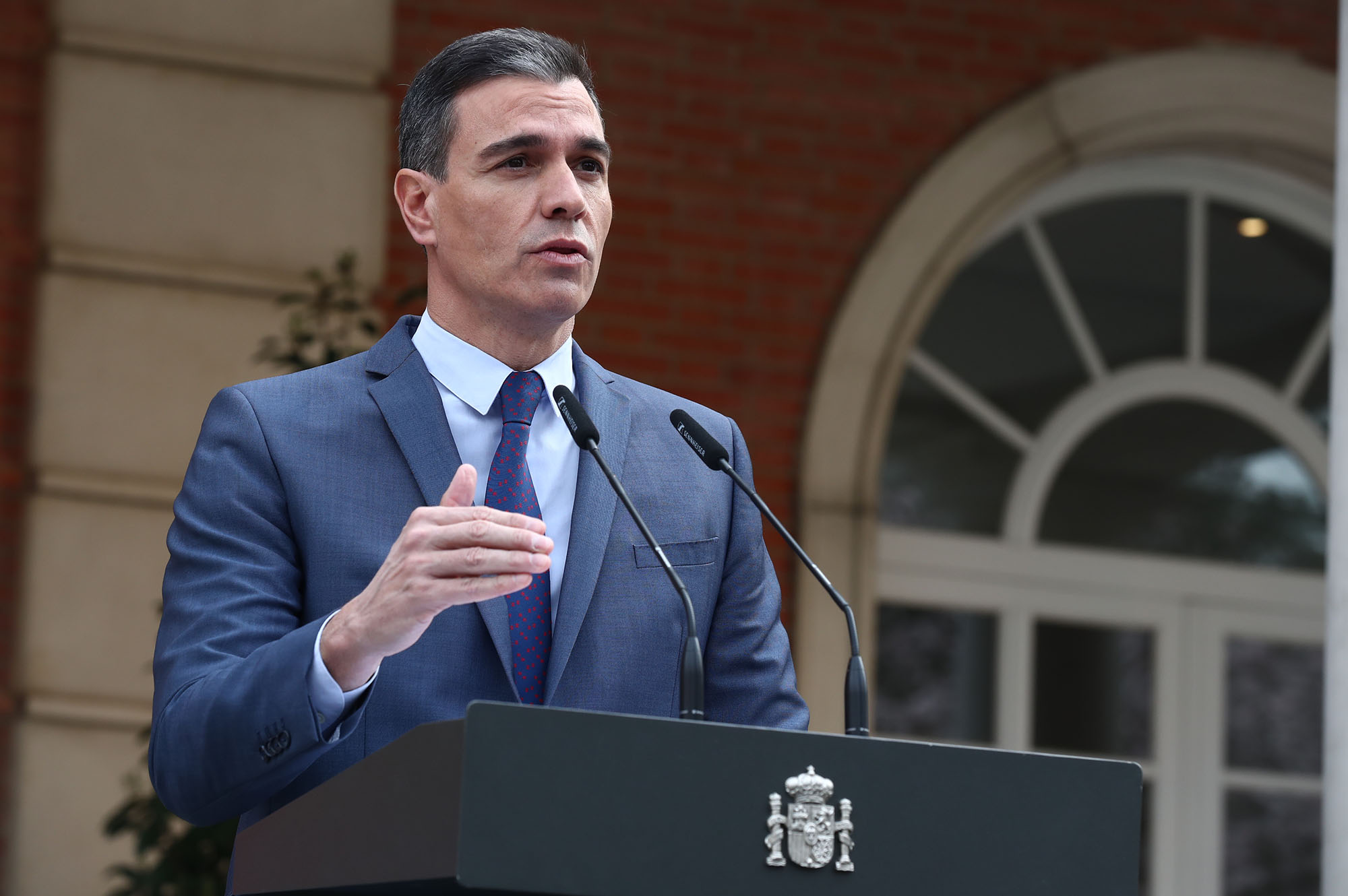
Pedro Sánchez, president del govern espanyol.

Aquest eslògan ja és famós nacionalment i ja ha sortit bastants cops en llocs sigui físics o per la televisió.
El 2 de febrer, Isabel Díaz Ayuso va utilitzar l'eslògan per al·ludir al PSOE en ple de l'Assemblea Regional de Murcia. Consuelo Ordóñez, presidenta de la Comissió de Víctimes del Terrorisme al País Basc (COVITE) i germana de la víctima mortal de Txapote Gregorio Ordóñez va retreure l'ús de l'eslògan per part d'Ayuso.
L'ús de l'eslògan va créixer cap a les eleccions municipals i autonòmiques del 28 de maig de 2023 (28-M). Aquell dia, quan Pedro Sánchez estava parlant als mitjans de comunicació, un home anònim l'hi va cridar: "Que te vote Txapote, Sánchez". Pedro Sánchez va reaccionar dient "Vale, vale, muy bien".
El cop on es va explotar més va ser a la precampanya i campanya electorals de les eleccions del 23 de juliol de 2023, això va ser de part dels partits de dreta (PP i Vox). Durant unes festes a Pamplona (Festes de Sanfermines), el 7 de juliol de 2023, es va haver de parar bastants cops l'emissió en directe de Televisión Espanyola per culpa dels crits de l’eslogan. També el dia mateix es va fer viral un vídeo en el qual milers de persones en una plaça de bous, cantaven el "Que te vote Txapote". Durant el debat electoral del 10 de juliol de 2023 entre Sánchez i Feijóo, Pedro Sánchez va preguntar a Alberto Núñez Feijóo si condemnava l'ús de l'eslògan, però Feijóo no va donar cap resposta clara.
A mesura que l'ús augmenta, les primeres crítiques van començar a aparèixer, l'11 de juliol la Comissió de Víctimes del Terrorisme al País Basc (COVITE) i bastantes víctimes independents van demanar que es deixi d'utilitzar l'eslògan al considerar-lo una "Banalització del terrorisme"
L'ús de l'eslògan va dividir a les víctimes d'ETA, per una part estaven els contraris de l'ús de l'eslògan que estaven representats pel COVITE i la seva presidenta Consuelo Ordóñez i per altra banda els partidaris de l'ús de l'eslògan que eren unes 200 víctimes, un exemple és Maria del Mar Blanco Garrido germana de la víctima mortal de Txapote, Miguel Ángel Blanco. Algunes figures i formacions polítiques també es van pronunciar sobre el seu ús, Javier de Andrés, cap de llista del Partit Popular al congrés per Àlaba, va dir que l'eslògan "és un lema del poble". Borja Sémper, el portaveu del Partit Popular va dir "És una frase que m'incomoda, ja que Txapote va voler matar-me i no l'utilitzo".
El president de Vox, Santiago Abascal va arribar a afegir en algun meeting "Que te vote Txapote i Mohamed" fent referència al rei del Marroc Mohamed VI. A més a més, el portaveu del Partit Nacionalista Basc (PNV) Aitor Esteban Bravo va dir que l'eslògan era "feridor". La cap de llista EH Bildu va qualificar "indigne" l'ús de l'eslògan. A part, el 20 de juliol, la junta electoral va prohibir l'ús de samarretes amb l'eslògan, en considerar-se propaganda electoral. La prohibició va arribar després d'una consulta de la Comissaria Provincial de Jaén després que es difonguin missatges a les xarxes socials animant als votants anar als col·legis electorals amb una camisa amb l'eslògan i l'escut d'Espanya, es fa menció a l'article 93 de la llei orgànica del règim electoral general que prohibeix als ciutadans portar propaganda electoral a l'hora de votar.
L'agost de 2023 l'eslògan va ser utilitzat durant la jornada mundial de la joventut a Lisboa organitzat pel Papa Frencesc, diversos joves espanyols van corejar l'eslògan. Durant la desfilada militar del 12 d'octubre del 2023, es va poder escoltar quan Pedro Sánchez arribava i com la multitud cantava: "Que te vote Txapote". El govern va aprofitar el canvi d’ubicació de la Tribuna Reial, des del passeig de La Castellana a la plaça Cánovas del Castillo de Madrid, ho van fer per allunyar uns 200 metres la primera zona limitada del públic. Tot i així, es podía escoltar un brunzit de fons, els esbroncs, xiulets i càntics de “¡que te vote Txapote!”.
El 7 de novembre de 2023 durant una manifestació de protesta contra l'amnistia a Ferraz convocada per l'oposició , a part de sentir com gent cridava "¡Sánchez a prisión!" i "¡Viva Franco!" també es van sentir crits dient "¡Que te vote Txapote, Sánchez!" que són les frases i eslogans més repetits per als assistents a la protesta davant de la seu del PSOE a Madrid. A Murcia, Asturias i altres comunitats autònomes també s'ha escoltat l'eslogan

## Txapote
Txapote és el sobrenom del terrorista d'ETA Francisco Javier García Gaztelu que va participar en assassinats com el de Miguel Ángel Blanco o Gregorio Ordoñez. L'any 1998 va ser condemnat a trenta-tres anys de presó per aquests i molts més assassinats. L'agost de 2022 va ser transferit a la presó d'Estremera a Madrid, es preveu que surti de la presó el 2031.